# Vasili/Gelincik
Vasili (seit 1975 türkisch Gelincik) ist ein Dorf auf der Karpas-Halbinsel im Norden der Mittelmeerinsel Zypern. Es liegt im Distrikt İskele der 1983 gegründeten, allerdings ausschließlich von der Türkei anerkannten Türkischen Republik Nordzypern. Das Dorf liegt im Zentralgebiet der Karpas-Halbinsel.

## Namen
Der griechische Name bedeutet ‚König‘, der türkische ‚Mohnblume‘. Zugleich war Gelincik der Name einer Tabaksorte und einer Zigarettenmarke. Da die Region eine bedeutende Tabakindustrie führte, wurden auch andere Orte nach Zigarettenmarken umbenannt. So wurde aus Vothklakas Derince, Gialousa wurde zu Maltepe und Agia Trias zu Sipahi.

## Geschichte
Als die Osmanen zwecks Erfassung der Steuereinheiten die männlichen Haushaltsvorstände einem Zensus unterwarfen, zählte man in Vasili 11 türkische Männer. Die Zahl der Bewohner lag 1891, als die britischen Kolonialherren (seit 1878) ihre erste Volkszählung durchführten, bei 327, schloss aber nunmehr alle Bewohner ein. Diese Zählungen erfolgten fortan alle zehn Jahre, wobei man 1901 277 Einwohner ermittelte. 1911 waren dies 324, bis 1921 erfolgte ein Anstieg auf 336, bis 1931 auf 358. 1891 lebten noch 22 Zyperntürken im Dorf, 1901 waren es 18, zehn Jahre später 24, 1921 waren es 28, 1931 schließlich 27. Während des Zweiten Weltkriegs entfiel der Zensus, der jedoch 1946 nachgeholt wurde. Nun lebten 421 Zyperngriechen im Dorf, 1960 waren es 391. Während 1946 noch 50 Zyperntürken in Vasili lebten, wurde 1960 kein einziger gezählt. Sie waren 1958 aus dem Dorf geflohen und kehrten nie zurück. 1973 lebten 362 Zyperngriechen im Dorf. 
Vor 1974 war Vasili also ausschließlich von Zyperngriechen bewohnt. 1975 benannten die Türken das Dorf in Gelincik um; 1978 hatte der Ort wieder 371 Einwohner, allerdings nunmehr ausschließlich Türken. Etwa ein Drittel der Griechen war im August 1974 deportiert worden, während rund 260 von ihnen bis Oktober 1975 im Dorf blieben. Bis Dezember 1976 verließen auch die letzten Zyperngriechen Vasili/Gelincik.
Seine neuen Bewohner kamen aus der Türkei, insbesondere aus den Provinzen Ağrı und Trabzon, Gaziantep, Erzurum, Kars und Iğdır. 1978 zählte man 371 Einwohner wohl ganz überwiegend türkischer Zunge, 1996 waren es 482, im Jahr 2006 452. 2011 waren es 496.